# Факультет міжнародних відносин Львівського національного університету імені Івана Франка
Факультет міжнародних відносин Львівського національного університету імені Івана Франка — один з наймолодших у Львівському університеті, був створений у 1992 році за ініціативою ректорату університету, Львівських обласної та міської держадміністрацій, народних депутатів України, за підтримки Комісії у закордонних справах Верховної Ради України, Міністерства закордонних справ та Інституту міжнародних відносин Київського національного університету імені Тараса Шевченка.
У структурі факультету 7 кафедр, Центр країн Північної Європи, Інститут європейської інтеграції, кабінет країнознавства, малий видавничий центр. У 1992 році до складу факультету міжнародних відносин увійшли дві кафедри: міжнародного права (створена в 1991 році) та політичної географії і країнознавства (1992 р.). В період 1992—2003 років створено кафедри: міжнародних економічних відносин (1994 р.), іноземних мов (1995 р.), міжнародних відносин і дипломатичної служби (2001), країнознавства і міжнародного туризму (2001), міжнародного економічного аналізу і фінансів (2003) та європейського права (2003).

## Адміністрація
Декан факультету міжнародних відносин — проф. Мальський Маркіян Зіновійович
Заступник декана з навчально-виховної роботи — проф. Микієвич Михайло Миколайович
Заступник декана з навчально-методичної роботи — доц. Бик Ігор Степанович
Заступник декана з навчально-методичної роботи — доц. Федунь Юрій Богударович
Заступник декана з навчально-методичної роботи — доц. Земан Ігор Васильович

## Кафедри
Кафедра міжнародного права — зав. кафедри проф., к.ю.н. Репецький Василь Миколайович
Кафедра міжнародних економічних відносин — зав. кафедри проф., д.е.н. Грабинський Ігор Михайлович
Кафедра іноземних мов факультету міжнародних відносин — зав. кафедри, доц., к.філол.н. Бик Ігор Степанович
Кафедра країнознавства і міжнародного туризму — зав. кафедри, проф., д.і.н. Антонюк Наталія Андріївна
Кафедра міжнародних відносин і дипломатичної служби — зав. кафедри, проф., д.е.н., Присяжнюк Юрій Іванович
Кафедра міжнародного економічного аналізу і фінансів — зав. кафедри, доц., к.е.н., Біленко Юрій Іванович
Кафедра європейського права — зав. кафедри, проф., д.ю.н., Микієвич Михайло Миколайович

## Спеціальності
Факультет здійснює підготовку бакалаврів за спеціальністю «Міжнародні відносини» та магістрів і спеціалістів за спеціальностями: Спеціальність «Міжнародні відносини»
- Спеціалізації: зовнішня політика і національна безпека;
- дипломатична служба і міжнародні організації;
- європейська політика.

Спеціальність «Міжнародне право»
- Спеціалізації: міжнародне публічне право;
- міжнародне приватне право;
- право Європейського Союзу;
- міжонародне екологічне право;
- міжнародна адвокатура.

Спеціальність «Міжнародні економічні відносини»
- Спеціалізації: комерційна дипломатія;
- управління зовнішньоекономічною діяльністю;
- міжнародні фінансові відносини;
- зовнішня торгівля;
- митне регулювання зовнішньоекономічної діяльності;
- транскордонне співробітництво.

Спеціальність «Міжнародна інформація»
- Спеціалізації: міжнародні інформаційні системи і технології;
- зв'язки з громадськістю;
- інформаційний менеджмент;
- аналітичне та пропагандистське забезпечення зовнішньополітичних інтересів;
- інформаційна безпека;
- електронна комерція.

Спеціальність «Країнознавство»
- Спеціалізації: політика, економіка і право країн Центрально-Східної Європи;
- політика, економіка і право країн Північної Європи;
- Європейський Союз;
- економіка та організація міжнародного туризму і послуг.

Спеціальність «Міжнародний бізнес»

## Вчена рада
доц. Мальський Маркіян Зіновійович — голова

проф. Микієвич Михайло Миколайович — заступник

доц. Романюк Ростислав Йосипович — секретар

проф. Антонюк Наталія Володимирівна

доц. Біленко Юрій Іванович

доц. Вовк Роман Володимирович

проф. Грабинський Ігор Михайлович

доц. Зарума Олена Романівна

доц. Зінько Ігор Зіновійович

доц. Іжнін Ігор Ігорович

доц. Москалик Ліана Романівна

доц. Мотиль Володимир Ігорович
студ. Сагановський Руслан Миронович
студ. Мельник Мирослав Ігорович
студ. Хахалін Богдан Васильович
студ. Мельничук Василь Сергійович
студ. Яблонська Алла Олександрівна 

проф. Писаренко Світлана Марківна

доц. Притула Ярослав Ярославович

проф. Репецький Василь Миколайович

доц. Федунь Юрій Богударович

ас. Шевчук Тарас Павлович
асп. Яремчук Олександпа

## Дорадча рада
- Олександр Моцик — Надзвичайний і Повноважний Посол України в Сполучених Штатах Америки
- Борис Тарасюк — Надзвичайний і Повноважний Посол України, народний депутат України, екс-міністр закордонних справ (1998—2001, 2005—2006)
- Едвард Галіжак — доктор габ., професор, директор Інституту міжнародних відносин Варшавського університету
- Костянтин Грищенко — Міністр закордонних справ України (2003—2004, з 2010)
- Поль Даніері — PhD, декан факультету гуманітарних наук університету Флориди (США)
- Олена Лесик — PhD, економіка та менеджмент, Гельсінський університет (Фінляндія)

## Аспірантура
До аспірантури на факультеті приймають за такими спеціальностями:
- 23.00.04. — політичні проблеми міжнародних систем та глобального розвитку.
- 12.00.11 — міжнародне публічне право
- 08.05.01 — світове господарство і міжнародні економічні відносини

## Рада молодих вчених
З червня 2011 р. на факультеті діє Рада молодих вчених, яка об'єднує аспірантів та молодих викладачів (до 35 років) факультету міжнародних відносин. 

Мета діяльності Ради — активізація професійного росту, сприяння реалізації творчого потенціалу молодих науковців, представлення їх наукових, творчих та інших інтересів.

Голова Ради молодих вчених — асп. Бурак Степан Володимировича (з 23.09.2015).

Заступники

Попередні керівники:
- Голова — Городиський Іван Михайлович, Заступник — Шеренговський Дмитро Володимирович (23.06.2011-25.10.2012)
- Голова — Утко Галина Мирославівна, Заступник — Земан Ігор Васильович, Секретар — Міхель Романа (25.10.2012-25.10.2013)
- Голова — Зазуляк Зоряна Миколаївна, Заступник (в.о.) — Цебенко Олег Олександрович, Секретар (в.о.) — Дьомочко Марта Сергіївна. (25.10.2013-29.10.2014)
- Голова — Яремчук Олександра Ігорівна, Заступники — асп. Роговик Олексій, асп. Ластовецька Роксоляна (29.10.2014 — 23.09.2015)

### Заходи, які проводилися Радою
- Діяльність Ради молодих вчених у 2011—2012 рр.

§ Всеукраїнська науково-практична конференція (заочна) «Актуальні проблеми міжнародних відносин: політичні, правові та економічні аспекти» (22 вересня 2011 р., м. Львів)  
§ Міжнародна науково-практична конференція «Міжнародні відносини в умовах ХХІ ст.: сучасна теорія і практика» (16-17 листопада 2011 р., м. Львів) § Міжнародна науково-практична конференція «Сучасні тенденції розвитку міжнародних відносин: політика, економіка, право» (5 квітня 2012 р.,
м. Львів)  
§ ІІ Міжнародна науково-практична конференція (заочна) «Актуальні проблеми міжнародних відносин: політичні, правові та економічні аспекти» (19
вересня 2012 р.,
м. Львів) 
§ ІІІ міжнародна Велика науково-практична конференція з політології «Східна Європа в системі координат (Північ, Південь, Захід, Схід»
(25-26 жовтня 2012 р.,
м. Львів) 
Діяльність Ради молодих вчених у 2012—2013 рр. 
§ ІІ щорічна міжнародна науково-практична конференція (заочна) «Міжнародні відносини в умовах ХХІ ст.: сучасна теорія і практика» (12 лютого 2013 р., м. Львів) 
§ ІІ щорічна міжнародна науково-практична конференція «Сучасні тенденції міжнародних відносин: політика, економіка, право» (11-12 квітня 2013 р., м. Львів)
§ Науково — практична конференція: «Геополітичні трансформації арабського світу: від осені до весни» (24 квітня 2013 р.)
§ ІІІ щорічна
міжнародна науково-практична конференція "Актуальні проблеми міжнародних відносин: політичні, економічні, правові аспекти (25 жовтня 2013 року, м. Львів)
Діяльність Ради молодих вчених у 2013—2014 рр. 
ІІІ щорічна міжнародна науково-практична заочна конференція «Міжнародні відносини в умовах ХХІ ст.: сучасна теорія і практика»(11 лютого 2014 р.) 
І міжнародна науково-практична конференція «Сполучені Штати Америки у сучасному світі: політика, економіка, право» (Lviv American Club) (4 квітня 2014 р.)
ІІІ щорічна міжнародна науково-практична конференція «Сучасні тенденції міжнародних відносин: політика, економіка, право» (25 квітня 2014 р.)
IV щорічна міжнародна науково-практична конференція «Актуальні
проблеми міжнародних відносин: політичні, економічні, правові аспекти» (23-24
жовтня 2014 р.)
За результатами всіх конференцій було опубліковано збірники з матеріалами (тези та статті) учасників

## Студентське самоврядування
Студентське самоврядування було створене на факультеті 11 грудня 2007 р. Самоврядування функціонує з метою організації діяльності студентів в навчально-виховній, науковій, культурно-розважальній, благодійній та спортивно-туристичній сферах. Регулярно проводяться конференції та круглі столи, конкурси краси, талантів та інші розважальні заходи, організовуються спортивні змагання та екскурсії.

Очолює студентське самоврядування студ. Яблонська Алла (з квітня 2016 р.)

Попередні голови:
- Саків Олексій Олегович (грудень 2007-травень 2009)
- Каленюк-Краковецький Дмитро Валерійович (травень 2009 — травень 2011)
- Василюк Катерина Володимирівна (травень 2011 — травень 2012)
- Будурович Василь Ігорович (травень 2012 — квітень 2013)
- Стойко Олег Васильович (квітень 2013-вересень 2014)
- Ярослав Музичко (вересня 2014 — листопад 2015)
- Сагановський Руслан (листопада 2015 р. — квітень 2016 р.)

## Центр «Молода Дипломатія»
З 1993 року, при факультеті діє громадська організація студентів ГО "Молода Дипломатія", яка є юридичною особою, підтримує тісні зв'язки з аналогічними організаціями зарубіжних університетів, а з 1995 року видає свій друкований орган «Молода дипломатія». Президент Центру — Короленко Інна (з травня 2017 р.)
Попередні президенти:
- Василь Мельничук (2016-2017)
- Тетяна Блага (2015—2016)
- Микола Жук (2014—2015)
- Максим Детинченко (2012—2014)
- Ігор Бойко (2012)
- Олексій Роговик (2011—2012)
- Ярина Вдовичин (2010—2011)
- Юлія Мазуренко (в шлюбі Полякова) (2009—2010)
- Руслан Фогел (2008—2009)
- Антон Подільчак (2007—2008)
- Божена Ципук (в шлюбі Маланчак) (2006—2007)
- Олег Куць (2005—2006)
- Маркіян  Мальський (2004—2005)
- Андрій Максимович (2003—2004)